# Curtișoara
Curtișoara es una comuna ubicada en el distrito de Olt, Rumania.

## Superficie
Posee una superficie de 51,77 kilómetros cuadrados.

## Demografía
Hasta 2021 la población era de 4413 habitantes, con una densidad de población de 85,24 habitantes por kilómetro cuadrado.